# Pablo Honey
Pablo Honey este primul album al formației rock britanice Radiohead, lansat la începutul anului 1993. Albumul conține primul hit al trupei, Creep. Titlul albumului provine de la un scheci al unor comici americani (Jerky Boys), în care un personaj face o farsă telefonică, spunându-i păcălitului "Pablo, honey? Please come to Florida!" ("Pablo, dragă? Te rog să vii în Florida!"). Acest segment apare în piesa "How Do You".

## Lista pieselor
- Toate piesele sunt compuse de Radiohead. Versuri de Thom Yorke.

1. "You" – 3:29
2. "Creep" – 3:56
3. "How Do You?" – 2:12
4. "Stop Whispering" – 5:26
5. "Thinking About You" – 2:41
6. "Anyone Can Play Guitar" – 3:38
7. "Ripcord" – 3:10
8. "Vegetable" – 3:13
9. "Prove Yourself" – 2:25
10. "I Can't" – 4:13
11. "Lurgee" – 3:08
12. "Blow Out" – 4:40